# Cryptoblepharus sumbawanus
Cryptoblepharus sumbawanus är en ödleart som beskrevs av  Mertens 1928. Cryptoblepharus sumbawanus ingår i släktet Cryptoblepharus och familjen skinkar. Inga underarter finns listade i Catalogue of Life.